# Bítov (okres Znojmo)
Bítov (německy Vöttau; dříve Böttau, Bittau) je obec v okrese Znojmo v Jihomoravském kraji, zhruba 25 km severozápadně od Znojma. Žije zde 136 obyvatel.
Sousedními obcemi sídla jsou Dešov, Chvalatice, Starý Petřín, Oslnovice, Zblovice a Vysočany.

## Historie
První písemné zmínky o Bítově pocházejí z roku 1056. Na místě, kde již od dob Velké Moravy stávalo dřevěné hradiště, byl vybudován i Hrad Bítov. V roce 1085 je Bítov vzpomínán jako zeměpanský hrad spravující provincii bítovskou. V roce 1233 dobyl bítovský hrad rakouský vévoda Fridrich Bojovný, který zde nechal postavit břitovou útočištnou věž (nejstarší část dnešního hradu). Ve stejném roce však hrad kapituloval markraběti Přemyslovi. Roku 1277 se Bítov počítá mezi královské hrady. V roce 1298 (dědičně pak od roku 1307) získal bítovské panství rod Bítovských z Lichtemburka. Roku 1572 vymřeli Lichtemburkové po meči a bítovské panství koupili Streinové ze Švarcenavy, kteří zde však dlouho nevydrželi a po 25 letech užívání jej prodali Jankovským z Vlašimě. Když v roce 1734 vymřel rod Jankovských z Vlašimi, přešlo panství po dlouhých jednáních do držení hrabat z Daunu. Roku 1755 vypukla na bítovských državách selská vzpoura. Po vymření Daunů v roce 1904 se zde krátce po sobě vystřídali Haugvicové z Náměště nad Oslavou a polské rody Zamoiských a Radzivillů. Až roku 1912 zakoupil bítovské panství Jiří Haas z Haasenfelsu. Poslední soukromý majitel, Jiří baron Haas zemřel v roce 1945. Po jeho smrti přešel hrad do držení státu.
Starobylý význam Bítova se v církevních kruzích udržel ještě velmi dlouho potom, kdy ve světském světě ztrácel na důležitosti. Například faráři Lukáš Laetus a Jiří Lurentiades se nazývali děkany bítovskými. Bývalá fara zanikla za třicetileté války, ale v roce 1653 byla znovu obnovena. Dodnes se dochovala pouze hradní kaple Nanebevzetí Panny Marie. Kaple Svaté trojice a původní kostel svatého Václava jsou dnes pod hladinou nově vzniklé Vranovské přehrady.
Jak se mohla stát vesnice z významného poddanského městečka, není zcela jasné. Nejvíce tomu přispěla postupná ztráta významu celého panství, požár v roce 1790 a konečně vybudování Vranovské přehrady roku 1932, kvůli které se musely zatopit historické objekty starého Bítova. Nový Bítov byl vybudován v místě bývalé obory. V souvislosti se záborem československého pohraničí nacistickým Německem po podpisu Mnichovské dohody rozdělila v říjnu 1938 nová státní hranice s Německem katastrální území obce Bítova na dvě části, přičemž již zatopený intravilán původní obce byl spolu se stejnojmenným hradem a kopcem Horka celý zabrán Německem, podobně jako většina extravilánu včetně nové přehrady, zatímco zástavba nové obce zůstala v Československu.

## Členění obce
Obec se člení na 2 základní sídelní jednotky: Bítov a Bítov-chatová oblast.

## Pamětihodnosti
- Zřícenina hradu Cornštejn
- Hrad Bítov
- Kostel svatého Václava
- Přírodní rezervace U doutné skály

## Osobnosti
- Jaromír Gungal (1906/1907–1937), pilot a instruktor letectví. Zemřel na následky letecké nehody u Ohrozimi. Byl i instruktorem Františka Fajtla.[8]
- Heřman Josef Tyl (1914–1993), katolický kněz, premonstrát.
- Richard Georg Plaschka (1925–2001), rakouský historik.[9]
- Jiří Kuběna (1936–2017), básník, spisovatel a kunsthistorik.

## Galerie

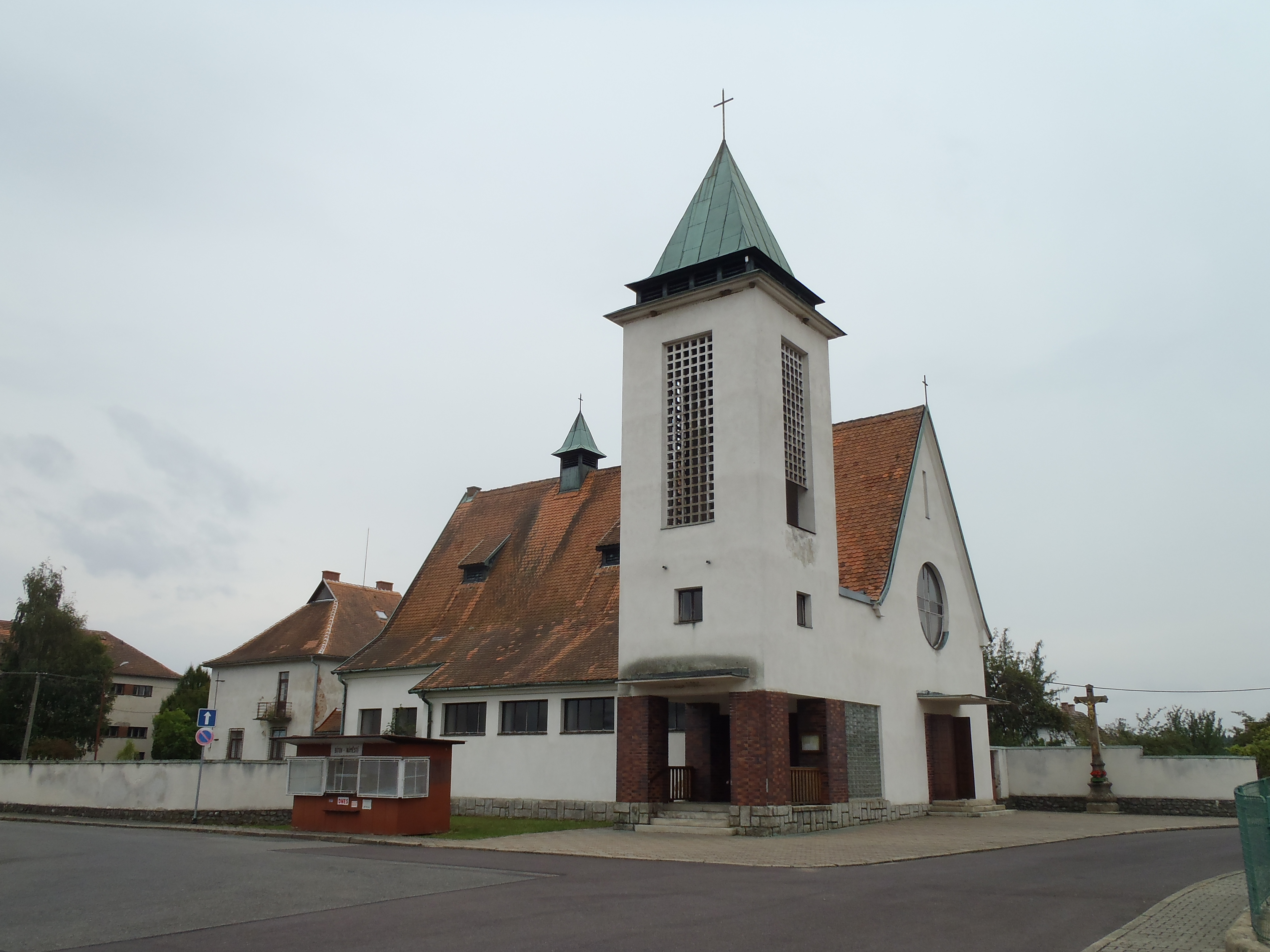
Kostel svatého Václava
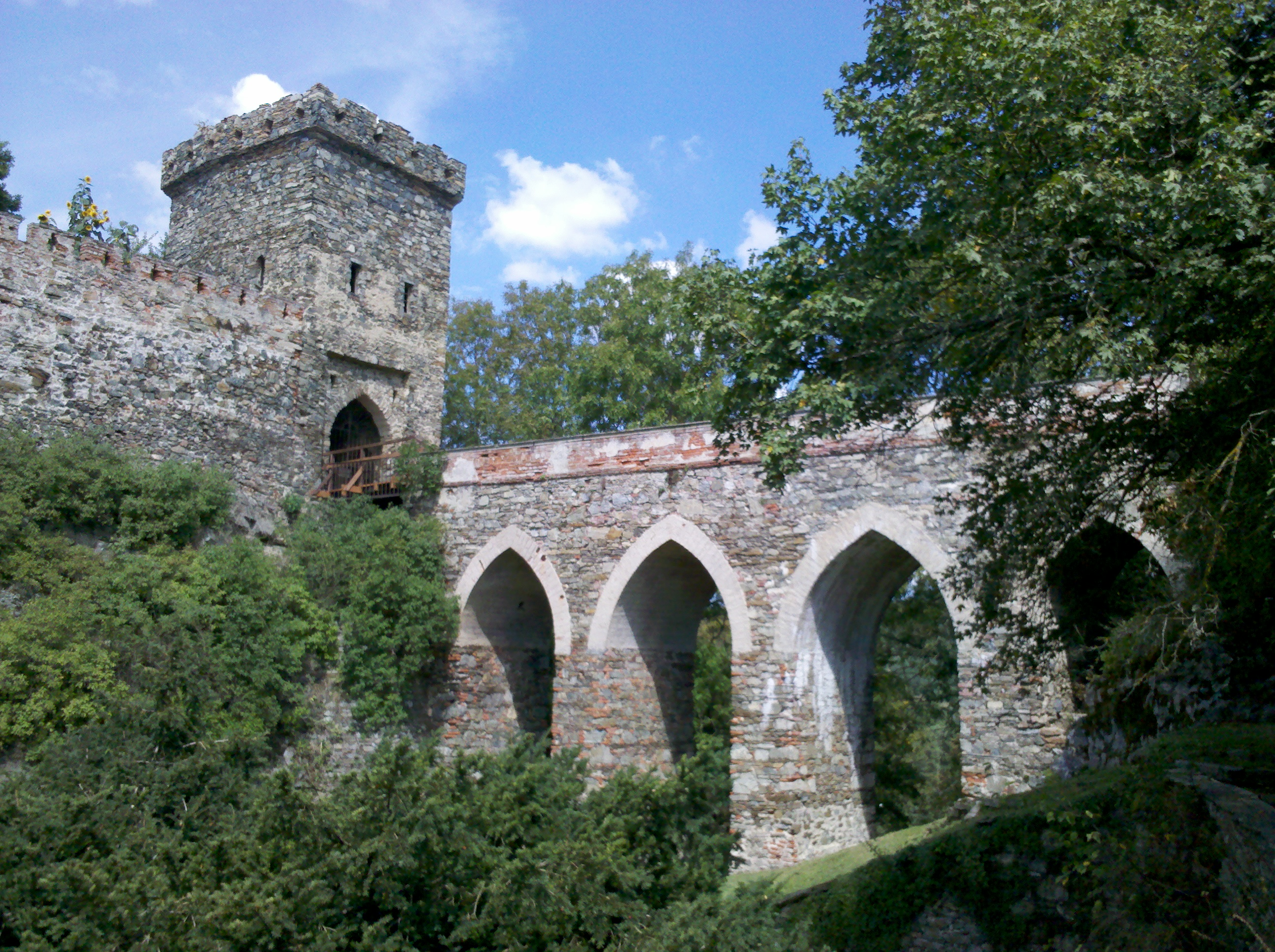
Padací most hradu Bítov
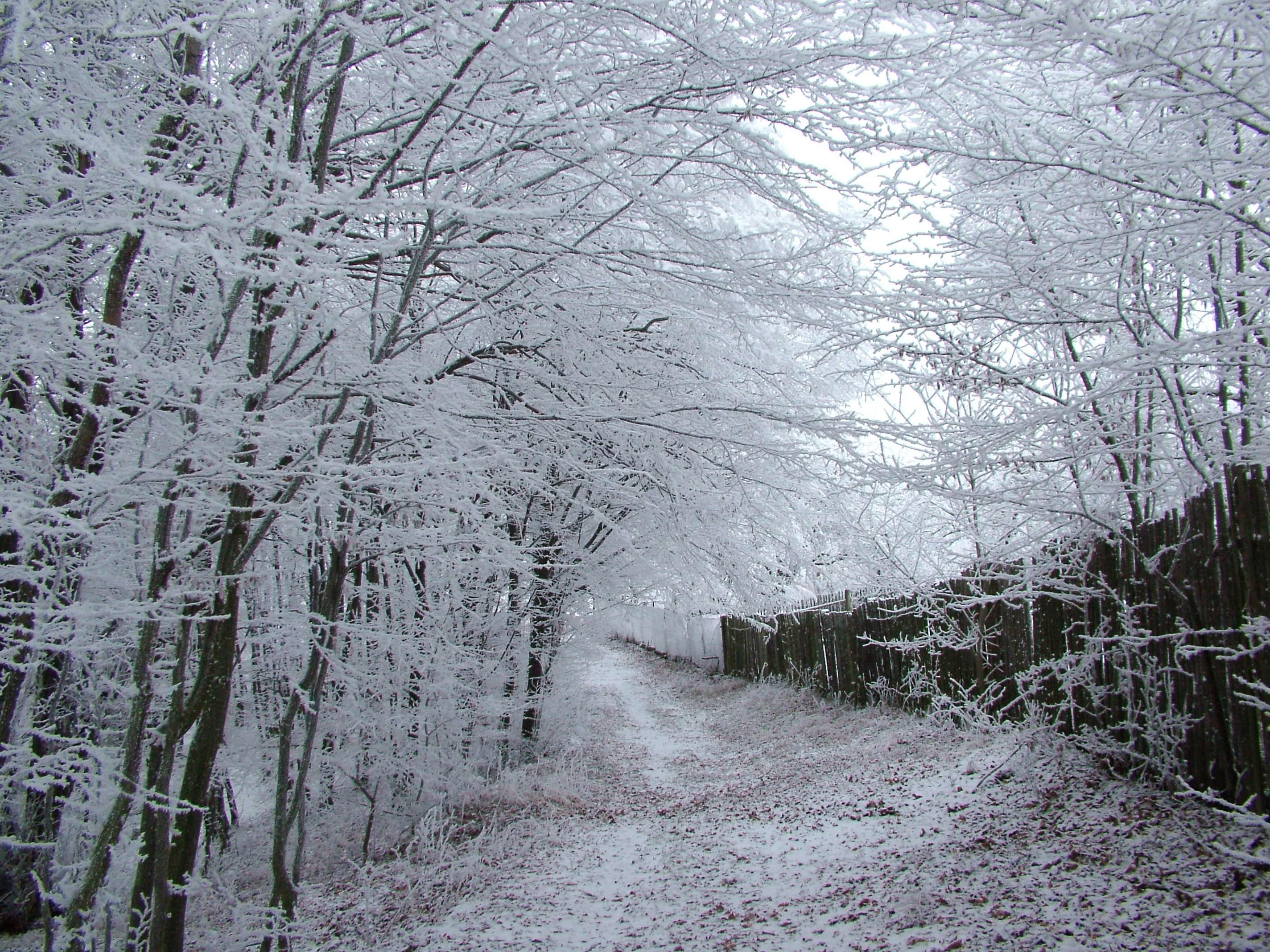
V Bítově za humny na štědrý den...